# Autosomal-dominante zerebellare Ataxie
Die Autosomal-dominante zerebellare Ataxie (ADCA) ist eine Gruppe seltener angeborene Erkrankung mit den Hauptmerkmalen langsam fortschreitender spinozerebellare Ataxie und autosomal-dominanter Vererbung.
Synonyme sind: ADCA, Kleinhirnataxie, Spinozerebelläre Ataxie
Alle Formen haben ohne begleitende Erkrankungen eine Atrophie des Kleinhirns gemeinsam, meistens mit Gangataxie, unsicherem Stehen, Dysarthrie und/oder Sehstörungen wegen gestörter Augenbewegungen.
Die Veränderungen können nur das Kleinhirn (ADCA Typ III), aber auch zusätzlich die Retina (ADCA Typ II), den Sehnerv, ponto-medulläre Systeme, Basalganglien, Hirnrinde, Rückenmarksbahnen oder periphere Nerven (ADCA Typ I) mit betreffen.

## Verbreitung
Die Häufigkeit wird mit 1–9 / 100.000 angegeben, die Vererbung erfolgt autosomal-dominant. Krankheitsbeginn ist meistens zwischen dem 3. und 5. Lebensjahrzehnt.

## Ursache
Bei 50–80 % kann ein zugrundeliegender Gendefekt nachgewiesen werden. Die genetische Klassifikation und Bezeichnung der betroffenen Gene erfolgt unter der Bezeichnung Spinozerebellare Ataxien (SCA).

## Klassifikation
ADCA kann in 3 Haupttypen mit Untergruppen unterteilt werden.

### ADCA Typ I
Synonym: Cerebellar plus-Syndrom, mit über Kleinhirn und Retina hinausgehenden weiteren Veränderungen
- Subtyp 1 (häufigste Form)
  - SCA1[4]
  - SCA2[5]
  - SCA3 (Machado-Joseph-Krankheit), häufigste
  - SCA17[6]
  - DRPLA[7]
- Subtyp 2
  - SCA8[8]
  - SCA10[9]
  - SCA12[10]
- Subtyp 3
  - SCA13, ADCA mit mentaler Retardierung, Spinozerebellare Ataxie Typ 13
  - SCA14[11]
  - SCA15[12]
  - SCA16[13]
  - SCA27[14]
  - SCA28[15]

Ferner gehören zu diesem Typ I:
- SCA15/16[16]
- SCA18[17]
- SCA19/22[18]
- SCA21[19]
- SCA23[20]
- SCA25[21]
- SCA29[22]
- SCA32[23]
- SCA34[24]
- SCA35[25]
- SCA36[26]
- SCA37[27]
- SCA40[28]
- SCA43[29]

### ADCA Typ II
ADCA Typ II bezeichnet eine Krankheitsgruppe, auf das Kleinhirn und die Retina beschränkt
- SCA7, Synonym: Ataxie mit Pigmentretinopathie; Ataxie, autosomal-dominante spinozerebelläre, Typ 7[31]

### ADCA Typ III
Synonym: Rein Zerebelläres Syndrom – milde pyramidale Störungen, auf das Kleinhirn beschränkt
- SCA15[33]
- SCA20[34]

### ADCA Typ IV
- ADCA Typ IV (Krankheitsgruppe) mit Myoklonien und Taubheit[35]
  - Dentato-rubro-pallido-luysianische Atrophie mit Demenz
- ADCA-DN, Synonym: Zerebelläre Ataxie-Schwerhörigkeit-Narkolepsie-Syndrom[36][37]